# 1142
1142 (MCXLII) fue un año común comenzado en jueves del calendario juliano.

## Acontecimientos
- Reino de Galicia - Fundación del primer monasterio cisterciense. (Monasterio de Sobrado).
- Reino de Aragón -En el mes de noviembre de este año fue otorgado el Fuero de Daroca por Ramón Berenguer, conde de Barcelona.
- Reino de León - El rey Alfonso VII reconquista definitivamente la ciudad de Coria (junio de 1142) y restablece su obispado.

## Fallecimientos
- 21 de abril - Pierre Abelard, filósofo y escritor Francés.
- Orderico Vital, cronista inglés.